# Gloucester RFC
Gloucester RFC är en engelsk rugby union-klubb som spelar i högsta ligan (Premiership Rugby) i England. Klubben grundades 1873 och har sedan 1891 spelat sina hemmamatcher på Kingsholm Stadium.

## Historia
Klubben grundades i september 1873 och spelade på cricketplanen Spa Ground fram till 1891. Efter att för mycket salt använts på planen i samband med en match mot Swansea dog gräset och Gloucester RFC blev i januari 1891 utsparkade från Spa Ground. Klubben köpte senare samma år mark från Castle Grim Estate för 4 000 pund och har sedan dess spelat sina hemmamatcher på planen i området Kingsholm.
Säsongen 1971/72 vann Gloucester den första engelska cupen när de besegrade Moseley med 17 – 6 på Twickenham. De vann även säsongen 1977/78 mot Leicester och delade segern med Moseley 1981/1982. 1989/90 var klubben nära att vinna både ligan och cupen men slutade på en andraplats i tabellen efter förluster mot Wasps i gruppspelets sista omgång och i cupfinalen mot Bath.
I samband med professionalismens införande 1995 ombildades Gloucester RFC till ett limited company. Tom Walkinshaw blev i april 1997 klubbens nya ägare, samma år anlitades den tidigare lagkaptenen för Frankrike, Philippe Saint-André, som huvudtränare. Säsongen 1999/2000 slutade klubben på en tredjeplats i Premiership och gick för första gången vidare till spel i Heineken Cup där de gick till semifinal. Gloucester vann 2002/03 engelska cupen och 2005/06 vann de European Challenge Cup.
Gloucester vann 2010/11 Anglo-Welsh Cup efter att ha slagit Newcastle Falcons med 34 – 7 i finalen. Klubben vann sin andra Challenge Cup 2015.

## Titlar
Nationella cupmästare (RFU Knockout Cup/Anglo-Welsh Cup)
- 1971/72
- 1977/78
- 1981/82
- 2002/03
- 2010/11

European Rugby Challenge Cup
- 2005/06
- 2014/15